# John Jakopin
John Jakopin (Toronto, 16 maggio 1975) è un ex hockeista su ghiaccio canadese di origini slovene.

## Carriera
Rogers fu scelto in 97ª posizione nell'NHL Entry Draft 1993 dai Detroit Red Wings. Quell'anno scelse di iscriversi al Merrimack College, militando per le successive quattro stagioni nel campionato NCAA. Dopo sole tre gare con gli Adirondack Red Wings nel 1997 Jakopin non trovò un contratto con Detroit, guadagnandosi tuttavia un ingaggio nell'organizzazione dei Florida Panthers. Nella stagione 1997-98, trascorsa soprattutto in American Hockey League con i Beast of New Haven, Jakopin vince lo Yanick Dupré Memorial Award per le sue attività umanitarie.
Seppur limitato da numerosi infortuni Jakopin rimase con l'organizzazione dei Panthers fino al 2001, totalizzando 82 presenze in NHL, oltre alle gare giocate in AHL con i Beast e i Louisville Panthers. Dopo essere stato svincolato da Florida nella stagione 2001-2002 giocò per i Pittsburgh Penguins, giocando anche in prestito nel farm team in AHL dei Wilkes-Barre/Scranton Penguins.
Nella stagione 2002-03 passò invece all'organizzazione dei San Jose Sharks, alternandosi fra la NHL e i Cleveland Barons, giocando solo 30 gare in stagione. Nel 2003 passò ai New York Rangers, tuttavia Jakopin giocò solo in AHL con gli Hartford Wolf Pack per poi concludere la stagione in prestito ai Binghamton Senators. Nell'estate del 2004 si trasferì in Europa presso l'Olimpija Ljubljana, tuttavia già nel mese di dicembre, dopo sole cinque gare giocate, Jakopin dovette ritirarsi in seguito alla quinta commozione cerebrale subita nel corso della carriera.

## Palmarès

### Individuale
- Yanick Dupré Memorial Award: 1

1997-1998